# TŻ Łódź
TŻ Łódź – polski klub żużlowy z Łodzi. W latach 2002–2005 brał udział w rozgrywkach ligowych. W późniejszym czasie przestał funkcjonować.

## Historia
Historia sportu żużlowego sięga w Łodzi lat 40. XX wieku. W 1948 roku powstał Tramwajarz Łódź. Ponadto funkcjonowała sekcja Dziewiarskiego Klubu Sportowego Włókniarz, która została rozwiązana w 1950. Drużynę Tramwajarza rozwiązano po sezonie 1964. Po dwóch latach w Łodzi powstał nowy klub - Gwardia. Istniał on do 1980 roku. Reaktywacja czarnego sportu w mieście nastąpiła dopiero w 1995, kiedy to powstał J.A.G. Speedway Club. Od sezonu 1999 w Łodzi działał ŁTŻ, natomiast od sezonu 2002 - TŻ. W 2005 roku powstał Orzeł Łódź, który od sezonu 2006 startował w drugoligowych rozgrywkach.

## Poszczególne sezony
| Sezon | Rozgrywki ligowe | Rozgrywki ligowe | Rozgrywki ligowe |
| Sezon | Liga             | Liga             | Miejsce          |
| ----- | ---------------- | ---------------- | ---------------- |
| 2002  | III              | II liga          | 3/7              |
| 2003  | III              | II liga          | 3/6              |
| 2004  | III              | II liga          | 6/6              |
| 2005  | III              | II liga          | 4/6              |

| Poziom ligowy | Liczba sezonów | Sezony    |
| ------------- | -------------- | --------- |
| III           | 4              | 2002–2005 |